# Tomás de Torquemada
Tomás de Torquemada (ur. 1420 w Valladolid, zm. 16 września 1498 w Ávila) – hiszpański duchowny, dominikanin, w latach 1452–1474 przeor klasztoru w Segowii, w latach 1483–1498 generalny inkwizytor Kastylii, Walencji i Aragonii, doradca i spowiednik Izabeli I Kastylijskiej oraz Ferdynanda II Aragońskiego.

## Życiorys
Torquemada urodził się w rodzinie konwertytów nawróconych z judaizmu; wuj Juan Torquemada był sławnym teologiem i kardynałem, którego babcia była również konwertytką. Współczesny im historyk Hernando del Pulgar (sam również nawrócony Żyd) zapisał, że wujek Tomasa, Juan de Torquemada, miał przodka, Alvara Fernandeza de Torquemadę, żonatego z konwertytką żydowską pierwszej generacji.
Hernando del Pulgar w swojej książce Claros varones de Castilla mówi o Torquemadzie: „sus aguelos fueron de Linage de los Judios convertidos á Nuestra Santa Fe Católica” („Jego dziadkowie byli z rodu Żydów nawróconych na Naszą Świętą Wiarę Katolicką”).
Tomás wstąpił do miejscowego klasztoru dominikanów San Pablo w bardzo młodym wieku. Jako gorliwy zwolennik kościelnej ortodoksji, zdobył solidną reputację człowieka trzech cnót: nauki, pobożności i wyrzeczenia. W efekcie awansował na przeora klasztoru Santa Cruz w Segowii. W tym czasie poznał młodą księżniczkę Izabelę. Przez szereg lat Torquemada pełnił funkcję jej regularnego spowiednika i osobistego doradcy. Był obecny na koronacji Izabeli w 1474 i pozostał jej najbliższym sojusznikiem i zwolennikiem. Miał nawet doradzić jej poślubienie króla Ferdynanda Aragońskiego w 1469, w celu zjednoczenia ich królestw.

## Działalność
Nominację na inkwizytora uzyskał 11 lutego 1482 roku. Wiosną następnego roku objął zwierzchnictwo nad wszystkimi trybunałami w Kastylii, a 17 października 1483 rozszerzono jego jurysdykcję także na Aragonię. W 1488 został przewodniczącym nowo utworzonej Rady Najwyższej i Generalnej Inkwizycji (zwanej potocznie Suprema), będącej najwyższym trybunałem inkwizycyjnym dla Hiszpanii i wchodzącej w skład Rady Królewskiej. Kilkakrotnie (1484, 1485, 1488, 1494 i 1498) wydawał tak zwane Instrukcje, które regulowały sposób działania trybunałów inkwizycyjnych. W dużej mierze powielały one dotychczasowe kościelne ustawodawstwo antyheretyckie, zawierały jednak także kilka rozwiązań nowatorskich, m.in. przyznawały oskarżonemu prawo do korzystania z usług obrońcy. Dopuszczały stosowanie tortur, zwracały jednak uwagę na konieczność humanitarnego obchodzenia się z więźniami. W świetle zachowanej dokumentacji ocenia się, że za czasów Torquemady tortury były stosowane sporadycznie, choć wynikało to raczej z faktu, że obfitość zeznań uzyskiwanych w trakcie tzw. „okresów łaski” w zupełności wystarczała do skazywania podejrzanych, czyniąc zbędnym uciekanie się do drastyczniejszych środków.
Torquemada, sam prowadzący ascetyczny tryb życia i wydający spore sumy (m.in. z majątków skonfiskowanych skazańcom) na cele religijne, charytatywne i kulturalne (był mecenasem i fundatorem prestiżowych instytucji kulturalnych), zachęcał inkwizytorów do prowadzenia skromnego trybu życia i ograniczenia liczby personelu pomocniczego do niezbędnego minimum, zwalczał też nadużycia i korupcję wśród podległych mu urzędników. Równocześnie jednak był zwolennikiem bezkompromisowej walki z „kryptojudaizmem” oraz wyeliminowania z Hiszpanii religii żydowskiej. W 1490 objął osobistym nadzorem proces przeciwko grupie Żydów oraz żydowskich konwertytów oskarżonych o bluźnierstwa, kradzież hostii i mord rytualny. Zarzuty opierały się na dość słabych dowodach, mimo to po upływie roku wszystkich oskarżonych uznano za winnych i spalono na stosie, a sam proces wykorzystano do antyżydowskiej nagonki, która walnie przyczyniła się do wydania dekretu o wygnaniu Żydów z Hiszpanii w 1492 roku. Sam Torquemada był zresztą jednym z inicjatorów tego dekretu.
Liczbę faktycznie wydanych przez hiszpańską inkwizycję w czasach Torquemady wyroków śmierci ocenia się bardzo różnie. Starsze badania podają liczbę ok. 8800 egzekucji na stosie, jednak nowsze badania dowiodły, że liczba ta jest mocno zawyżona. Dane podawane przez XV- i XVI-wiecznych autorów – Bachillera Andrésa Bernáldeza (Hist. de los Reyes Católicos – 700 osób spalonych w samej Sewilli do 1488), Zuritę, XVI-wiecznego sekretarza Inkwizycji (Anales, Lib. XX, cap. XLIX – ponad 4000 spalonych w samej Sewilli do 1520) czy Hernando de Pulgara (Crónica, P. ii, cap. LXXVII), sekretarza królowej Izabeli (2000 spalonych i 15 000 pojednanych na mocy „Edyktów Łaski” w całej Hiszpanii do 1490 r.), także uważane są za przesadzone; przypuszczalnie obejmują również wyroki wydane zaocznie i pośmiertnie. Współcześnie szacuje się, że do roku 1530 w całej Hiszpanii inkwizycja wydała wyrok śmierci poprzez spalenie na stosie na nie więcej niż 2000 osób.
Torquemada stał się najbardziej rozpoznawalną personą inkwizycji Kościoła katolickiego w jednej z kart jego historii. Postać Torquemady pojawia się w powieści Ciemności kryją ziemię Jerzego Andrzejewskiego. Opowiada o nim utwór zespołu XIII Stoleti pt. Torquemado, a także „Torquemada ’71” zespołu Electric Wizard, pojawia się także w piosence zespołu Marillion pt. Emerald Lies.